# 蘋劍紋夜蛾
蘋劍紋夜蛾（学名：Acronicta intermedia）为夜蛾科劍紋夜蛾屬下的一个种。其种加词“intermedia”意为“中间的”。